# 肯納貝克鎮區 (愛荷華州莫諾納縣)
肯納貝克鎮區（英語：Kennebec Township）是位於美國愛荷華州莫諾納縣的一個行政鎮區。

## 地方資料
根據2010年美國人口普查的數據，肯納貝克鎮區的面積為105.24平方千米，當中陸地面積為104.65平方千米，而水域面積為0.59平方千米。當地共有人口314人，而人口密度為每平方千米2.98人。